# Йорио, Маурицио
Маурицио Йорио (итал. Maurizio Iorio, 6 июня 1959, Милан) — итальянский футболист, играл на позиции нападающего.
Выступал, в частности, за клубы «Рома» и «Интер», выиграв с первыми чемпионат Италии, а со вторыми — Кубок УЕФА. Также играл за олимпийскую сборную Италии, с которой поехал на Игры 1984 года.

## Клубная карьера
Родился 6 июня 1959 года в городе Милан. Воспитанник юношеской команды «Эленио Эррера» (Триестина).
Во взрослом футболе дебютировал в 1975 году выступлениями за команду «Виджевано», в которой провел один сезон, приняв участие в 6 матчах чемпионата.
В 1976 году перешёл в «Фоджу», с которой 23 октября 1977 года дебютировал в Серии А в матче против «Торино». За сезон 1977/78 сыграл в 21 матче и забил 6 голов, однако команда заняла предпоследнее место и покинула элиту, после чего Маурицио перешёл в «Торино», где провел следующий сезон, однако не смог выиграть конкуренцию у звездных Франческо Грациани и Паоло Пуличи.
Летом 1979 года Йорио перешёл в «Асколи» как часть сделки по приобретению клубом «Торино» полузащитника Данило Пилегги. Тренер Джован Баттиста Фаббри использовал его в качестве единственного форварда. После удачного старта сезона (с четырьмя голами в групповом этапе Кубка Италии) Йорио потерял свое место в команде из-за плохой результптивности и конфликта с тренером и в итоге за сезон сыграл лишь 11 матчей в Серии А и забил 1 гол.
Летом 1980 года Йорио перешёл в «Бари», который играл в Серии Б, где стал выступать в паре с Альдо Сереной. В первом сезоне 1980/81 годов он забил 10 голов в 29 играх, в том числе два гола в дерби против «Лечче», несмотря на травму. В следующем сезоне он забил 18 голов в 36 матчах, став лучшим бомбардиром команды, однако это не помогло ей выйти в Серию А — «бело-красные» на 2 очка отстали от «проходного» третьего места.
Несмотря на это, футболист следующий сезон таки начал в высшем дивизионе. Его 31 гол, забитый в течение двух лет в чемпионате и Кубке Италии, вызвал интерес «Ромы», которая приобрела футболиста летом 1982 года. В сезоне 1982/83 он выиграл скудетто с «волками», проведя за чемпионат 25 игр (5 голов) в роли «помощника» Роберто Пруццо. В следующем году, после приобретения Франческо Грациани, Йорио был продан в «Верону», где провел свой лучший сезон в высшем дивизионе — 14 голов в 25 играх, образовав удачный атакующий дуэт с Джузеппе Гальдеризи. В итоге игроки завершили сезон на шестом месте и вышли в финал Кубка Италии, в котором Йорио с 7 голами стал вторым бомбардиром.
Летом 1984 года Йорио возвращается в «Рому», которая вынуждена была выкупать игрока за более чем два с половиной миллиарда лир. Его второй период в Риме стал менее успешным, чем первый, и Маурицио находился в клубе в роли резервиста Роберто Пруццо, которого тренер Свен-Йоран Эрикссон использовал в качестве единственного нападающего. Йорио закончил сезон только с 16 матчами и одним голом в чемпионате, в дополнение к 3 выходам и двум голам в Кубке Италии, в том числе один в дерби против «Лацио».
В 1985 году перешёл в «Фиорентину» за четыре миллиарда лир, где также не смог раскрыться, забив лишь один гол в чемпионате на протяжении всего сезона.
Потеряв в следующем сезоне место в основе, в октябре 1986 года Йорио на правах аренды перешёл в «Брешию», которую не спас от вылета в Серию B. Вернувшись во Флоренцию, Маурицио не попал в состав и вскоре вернулся в «Брешию» на полноценной основе, в следующем сезоне забил 8 голов в 31 матче в чемпионате Серии B. В конце сезона покинул клуб на правах свободного агента, отклонив предложение «Козенцы» и представителей канадского чемпионата.
Осенью 1988 года перешёл в «Пьяченцу», но забив 5 голов в 20 матчах занял с командой последнее 20 место в Серии В.
Летом 1989 года Йорио на правах свободного агента возвращается в «Верону», однако форвард не повторяет производительность сезона 1983/84, забив на этот раз всего 3 гола в 24 играх и в третий раз в своей карьере вылетает с командой из высшего дивизиона, после чего покиидает «эллинов».
В ноябре 1990 года Йорио подписывает «Интернационале» в качестве заменителя травмированного Давиде Фонтолана, но сыграл за «нерадзурри» Йорио лишь в пяти матчах, хотя и выиграл с командой Кубок УЕФА, не сыграв на турнире в том сезоне ни одного матча.
В 1991 году перешёл в «Дженоа», за которую отыграл 2 сезона, будучи дублером Томаша Сухравы и Карлоса Агилеры. Завершил профессиональную карьеру футболиста выступлениями за команду «Дженоа» в 1993 году.

## Выступления за сборные
В 1979 году привлекался в состав молодежной сборной Италии. На молодежном уровне сыграл в одном официальном матче.
С 1983 по 1984 год защищал цвета олимпийской сборной Италии. В составе этой команды провел 14 матчей, забил 2 гола и был участником футбольного турнира на Олимпийских играх 1984 года в Лос-Анджелесе, где сыграл во всех шести матчах: с Египтом, США, Коста-Рикой, Чили, Бразилией и Югославией.

## После завершения карьеры игрока
По завершении игровой карьеры занимался строительством, однако затем вернулся в футбол, как игрок пляжного футбола и телевизионный комментатор.

## Статистика выступлений

### Статистика клубных выступлений
| Сезон                 | Команда               | Чемпионат             | Чемпионат | Чемпионат | Национальный кубок | Национальный кубок | Национальный кубок | Еврокубки | Еврокубки | Еврокубки | Другие соревнования | Другие соревнования | Другие соревнования | Всего | Всего |
| Сезон                 | Команда               | Лига                  | Игр       | Голов     | Лига               | Игр                | Голов              | Лига      | Игр       | Голов     | Лига                | Игр                 | Голов               | Игр   | Голов |
| --------------------- | --------------------- | --------------------- | --------- | --------- | ------------------ | ------------------ | ------------------ | --------- | --------- | --------- | ------------------- | ------------------- | ------------------- | ----- | ----- |
| 1975-76               | «Виджевано»           | C                     | 6         | 2         | -                  | -                  | -                  | -         | -         | -         | -                   | -                   | -                   | 6     | 2     |
| 1976-77               | "Фоджа"               | A                     | 0         | 0         | КИ                 | 0                  | 0                  | -         | -         | -         | -                   | -                   | -                   | 0     | 0     |
| 1977-78               | "Фоджа"               | A                     | 21        | 6         | КИ                 | 0                  | 0                  | -         | -         | -         | -                   | -                   | -                   | 21    | 6     |
| Всего за «Фоджу»      | Всего за «Фоджу»      | Всего за «Фоджу»      | 21        | 6         | 0                  | 0                  | -                  | -         | -         | -         | 21                  | 6                   |                     |       |       |
| 1978-79               | «Торино»              | A                     | 15        | 3         | КИ                 | 2                  | 1                  | КУЕФА     | 1         | 0         | -                   | -                   | -                   | 18    | 4     |
| 1979-80               | «Асколи»              | A                     | 11        | 1         | КИ                 | 4                  | 4                  | -         | -         | -         | -                   | -                   | -                   | 15    | 5     |
| 1980-81               | «Бари»                | B                     | 29        | 10        | КИ                 | 4                  | 1                  | -         | -         | -         | -                   | -                   | -                   | 33    | 11    |
| 1981-82               | «Бари»                | B                     | 36        | 18        | КИ                 | 4                  | 2                  | -         | -         | -         | -                   | -                   | -                   | 40    | 20    |
| Всего за «Бари»       | Всего за «Бари»       | Всего за «Бари»       | 65        | 28        | 8                  | 3                  | -                  | -         | -         | -         | 73                  | 31                  |                     |       |       |
| 1982-83               | «Рома»                | A                     | 25        | 5         | КИ                 | 9                  | 3                  | КУЕФА     | 6         | 1         | -                   | -                   | -                   | 40    | 9     |
| 1983-84               | «Верона»              | A                     | 25        | 14        | КИ                 | 12                 | 7                  | КУЕФА     | 1         | 0         | -                   | -                   | -                   | 38    | 21    |
| 1984-85               | «Рома»                | A                     | 16        | 1         | КИ                 | 3                  | 2                  | КК        | 5         | 0         | -                   | -                   | -                   | 24    | 3     |
| Всего за «Рому»       | Всего за «Рому»       | Всего за «Рому»       | 41        | 6         | 12                 | 5                  | 11                 | 1         | -         | -         | 64                  | 12                  |                     |       |       |
| 1985-86               | «Фиорентина»          | A                     | 25        | 1         | КИ                 | 4                  | 2                  | -         | -         | -         | -                   | -                   | -                   | 29    | 3     |
| 1986-87               | «Фиорентина»          | A                     | 0         | 0         | КИ                 | 3                  | 0                  | -         | -         | -         | -                   | -                   | -                   | 3     | 0     |
| Всего за «Фиорентину» | Всего за «Фиорентину» | Всего за «Фиорентину» | 25        | 1         | 7                  | 2                  | -                  | -         | -         | -         | 32                  | 3                   |                     |       |       |
| 1986-87               | «Брешиа»              | A                     | 8         | 1         | КИ                 | 1                  | 0                  | -         | -         | -         | -                   | -                   | -                   | 9     | 1     |
| 1987-88               | «Брешиа»              | B                     | 31        | 8         | КИ                 | 2                  | 0                  | -         | -         | -         | -                   | -                   | -                   | 33    | 8     |
| Всегоза «Брешию»      | Всегоза «Брешию»      | Всегоза «Брешию»      | 39        | 8         | 3                  | 0                  | -                  | -         | -         | -         | 42                  | 8                   |                     |       |       |
| 1988-89               | «Пьяченца»            | B                     | 20        | 5         | -                  | -                  | -                  | -         | -         | -         | -                   | -                   | -                   | 20    | 5     |
| 1989-90               | «Верона»              | A                     | 24        | 3         | КИ                 | 1                  | 0                  | -         | -         | -         | -                   | -                   | -                   | 25    | 3     |
| Всегоза «Верону»      | Всегоза «Верону»      | Всегоза «Верону»      | 49        | 17        | 13                 | 7                  | 1                  | 0         | -         | -         | 63                  | 24                  |                     |       |       |
| 1990-91               | «Интернационале»      | A                     | 5         | 0         | КИ                 | 0                  | 0                  | КУЕФА     | 0         | 0         | -                   | -                   | -                   | 5     | 0     |
| 1991-92               | «Дженоа»              | A                     | 10        | 0         | КИ                 | 2                  | 0                  | КУЕФА     | 2         | 1         | -                   | -                   | -                   | 14    | 1     |
| 1992-93               | «Дженоа»              | A                     | 13        | 1         | КИ                 | 1                  | 1                  | -         | -         | -         | -                   | -                   | -                   | 14    | 2     |
| Всего за «Дженоа»     | Всего за «Дженоа»     | Всего за «Дженоа»     | 23        | 1         | 3                  | 1                  | 2                  | 1         | -         | -         | 28                  | 3                   |                     |       |       |
| Всего                 | Всего                 | Всего                 | 320       | 79        | 52                 | 23                 | 15                 | 2         | -         | -         | 387                 | 104                 |                     |       |       |

## Титулы и достижения
- Чемпион Италии (1):

«Рома»: 1982-83
- Обладатель Кубка УЕФА (1):

«Интернационале»: 1990-91